# カノン (プロレスラー)
カノン（かのん、2006年4月22日 - ）は、日本の元女子プロレスラー。血液型はO型。

## 所属
- センダイガールズプロレスリング（2020年 - 2022年）

## 来歴・戦績
2017年
- 地元のお祭りでの生まれて初めてプロレスを観戦。その時にセンダイガールズプロレスリングの橋本千紘の試合を見て憧れを持ち、
センダイガールズプロレスリングのプロレスラーになることを決意。[2]小学生にして仙女サークル[3]に参加。

2020年
- 6月、中学2年生にして練習生としてセンダイガールズプロレスリングに入門。
- 10月27日、センダイガールズプロレスリング宮城野区文化センター大会にて第2試合後に自身一人だけの公開プロテストを受験。
見事合格を勝ち取り、センダイガールズプロレスリングに入団。[4][5]
- 11月22日、センダイガールズプロレスリング仙台PIT大会にてMarvelous所属の神童ミコトとのシングルマッチで14歳にしてプロデビュー。
7分3秒、逆エビ固めでギブアップ負け。[6]
- 11月29日、センダイガールズプロレスリング後楽園ホール大会でデビュー2戦目にして先輩の金子夏穂からジャック・ハマーからの片エビ固めで勝利を収め、大金星を挙げる。[7]

2021年
- 6月9日、センダイガールズプロレスリング新木場1stRING大会のセミファイナルでMarvelous所属の王者星月芽依を相手にセンダイガールズワールドジュニア王座に初挑戦。
自身よりキャリアで遥かに勝る王者に対し自身の得意技であるジャック・ハマーを決めるなど奮戦するも11分36秒、ドロップキックからの片エビ固めで3カウントを奪われ、
王座奪取ならず。[8][9]
- 抗争が激化したMarvelousとの対抗戦にも出陣し、3月11日センダイガールズプロレスリング新宿FACE大会では橋本千紘と組んで桃野美桜 & 宝山愛と対戦。
ジャック・ハマーからのフォールで宝山愛に勝利。[10]
- 10月30日、センダイガールズプロレスリング大阪アゼリア大正ホール大会にて王者岡優里佳を相手にセンダイガールズワールドジュニア王座に2度目の挑戦。
9分37秒、フィッシャーマンズスープレックスホールドで敗北。[11]
- センダイガールズプロレスリング主催のキャリア3年未満の選手によるオールスター戦のじゃじゃ馬トーナメントにエントリー。
11月23日センダイガールズプロレスリング後楽園ホール大会で開催された1回戦でSEAdLINNNG所属の海樹リコと対戦し、
7分53秒、ノーザンライトスープレックスホールドで敗北。[12]
- 11月28日、センダイガールズプロレスリング仙台サンプラザホール大会で王者岡優里佳を相手にセンダイガールズワールドジュニア王座に3度目の挑戦。
11分49秒、旋回式フライングボディプレスからの片エビ固めに沈む。[13]

2022年
- 4月15日『後楽園ホール60周年還暦祭』に6人タッグマッチで出場[14]。
- 6月、学業に専念するため休業。
- 10月13日、本人およびご家族と協議を重ねた結果、退団ならびにプロレスラー引退を発表[15]。

## 得意技
ジャック・ハマー
ドロップキック

## 入場テーマ曲
- 魔王魂「Burning Heart」[16]

## 人物
- 里村明衣子から「スーパー中学生」と太鼓判を押されるほどのポテンシャルを持つ。[1]
実際に中学2年生にしてプロデビューを果たす、デビュー2戦目にしてシングルマッチで先輩から勝利を収める、
ライバル団体との対抗戦で勝利する、躍動感あふれる動きで観客を魅了するなど数々の大器の片鱗を見せつけている。
- 2022年1月現在、中学3年生であるが、中学生のうちにセンダイガールズワールドジュニア王座を獲得することを目標に掲げている。[1]
- 好物は肉じゃが。[1]
- 好きな有名人はちゃんみな。[1]
- 趣味はスケートボードと髪の毛をいじること。[1]

## その他
- リングネームに関して、当初は「風音」の記述も見られたが現在では「カノン」で統一されている。